# 钝头蛇
钝头蛇（学名：Pareas chinensis）为游蛇科钝头蛇属的爬行动物，一种无毒蛇。

## 特征
长约0.5米左右；背面褐色，有两条交错排列的深色线纹，头部有许多分散的黑色小斑点，腹面淡褐色，有分散的褐色点。

## 分布
在中国大陆，分布于浙江、安徽、福建、江西、广东、广西、四川、贵州、云南等地，一般生活于山区林间。其生存的海拔范围为313至1818米。该物种的模式产地在四川峨边。

## 保护
本种于2023年被收录入《有重要生态、科学、社会价值的陆生野生动物名录》。